# Chaulhac
Chaulhac är en kommun i departementet Lozère i regionen Occitanien i södra Frankrike. Kommunen ligger i kantonen Le Malzieu-Ville som tillhör arrondissementet Mende. År 2022 hade Chaulhac 59 invånare.

## Befolkningsutveckling
Antalet invånare i kommunen Chaulhac
| Referens: INSEE |